# Міняю жінку
«Міняю жінку» — реаліті-шоу на телеканалі 1+1. На цілий тиждень дві родини обмінюються мамами. Перші дні у новій сім'ї мама живе за її правилами — виховує дітей, доглядає за оселею, намагається порозумітися з чоловіком. А потім гостя впроваджує свої правила, і звичне життя родини зазнає карколомних змін.
Проєкт є справжнім довгожителем і має найбільшу кількість сезонів серед усіх продуктів телеканалу 1+1. В ньому вже взяли участь декілька сотень сімей з України та з-за кордону. Програма вперше вийшла в ефірі 8 березня 2010 року.
«Міняю жінку» — це українська адаптація британського реаліті-шоу Wife Swap.

## Про проєкт
«Міняю жінку»  — це поєднання реаліті-шоу й документального кіно.
|  | Чому вони це роблять? Людям набридає їхнє звичне життя, їм хочеться спробувати чогось нового, відчути смак авантюри. І заради цього вони приходять у наш проект, – продюсер проекту Оксана Кучерова. |

Які саме родини будуть мінятися дружинами, визначають творці програми. Як правило, для обміну обирають контрастні сім'ї: з різним соціальним станом, світоглядом, різним способом життя, поглядами на виховання дітей, харчування, відпочинок тощо.
В програмі також відбуваються міжнародні обміни, коли мамами міняються родини з різних країн та навіть континентів. А ще в проєкті існує практика обміну між звичайними сім'ями та зірковими.

## Правила обміну
У день обміну дружини збирають свої речі і прощаються зі своїми родинами. Вони знайомляться із новою сім'єю, і протягом перших трьох днів повинні жити за правилами сім'ї, до якої вони потрапили.
Кожна дружина залишає в будинку «Сімейний статут», в якому розписано режим дня сім'ї, бюджет та обов'язки. Нова сім'я має розділяти між собою абсолютно все, окрім інтимних стосунків.
Через три дні «нова дружина» встановлює свої правила, яких повинна дотримуватись вся родина. На сьомий день дві сім'ї зустрічаються, щоб обговорити те, як вони прожили цей тиждень.
В українському проєкті також беруть участь родини із-за кордону. Організація такого міжнародного обміну потребує від команди «Міняю жінку» окремих зусиль.
|  | Сім’ї із-за кордону дивляться «Міняю жінку» on-line в Інтернеті чи по сателіту і надсилають нам заявки. Якщо вони емігранти, то за нашими програмами відслідковують, яким зараз є життя в Україні. Для тих, хто мало не вперше чує назву нашої країни, участь у проекті - це своєрідна екзотика. Коли тобі оплатять дорожні витрати, проживання, ще й гроші за відпустку за власний рахунок заплатять - це ж так класно! Хоча часто переговори з каналом затягуються на кілька місяців, бо для іноземців дуже важливе кожне слово в договорах і статутах програми, - Оксана Кучерова. |

## Найбільш резонансний випуск
Скандал за участю канадського транссексуала Сабріни Абдуллаєвої. Героїнею одного з випусків стала транссексуал Сабріна Абдуллаєва з Торонто, яка помінялася з броварчанкою Оленою Андрієць. Сабріна виявилася не готова до життя звичайної української жінки і через кілька днів пішла зі знімального майданчика. Вона подзвонила чоловіку в Торонто, після чого той спробував привласнити техніку знімальної групи, а українську маму залишив на вулиці без особистих речей і грошей.
Ця програма вийшла в ефір 22 лютого 2011 року і взяла рекордний рейтинг.

## Нагороди
Премія «Фаворит телепреси-2010»